# معركة القريتين (أغسطس 2015)
معركة القريتين هي عملية عسكرية شنتها الدولة الإسلامية خلال الحرب الأهلية السورية على بلدة القريتين الخاضعة لسيطرة الحكومة السورية في أغسطس 2015. ظلت القريتين محايدة نسبياً في الصراع الذي بدأ عام 2011، وقد أبرم كبار البلدة اتفاقات مع كل من الحكومة والمعارضة للبقاء خارج القتال. مع ذلك تعتبر البلدة إستراتيجية بما أنها تقع على مفترق طرق بين الأجزاء الشمالية والجنوبية من البلاد. وتعود أهمية القريتين بالنسبة للدولة الإسلامية باعتبارها خط امداد مباشر لقواتها في القلمون وكونها آخر معاقل للحكومة في ريف حمص الشرقي كما تعتبر ممر إمداد للحكومة والمعارضة أيضاً. حيث تهرب المعارضة الأسلحة من الشمال إلى مقاتليها في دمشق، في حين تستخدم الحكومة البلدة لتعزيز وإعادة إمداد قواتها في الشمال والغرب.